# Бенуэ (национальный парк)
Национальный парк Бе́нуэ (фр. Parc national de la Bénoué) — охраняемая природная территория Камеруна. Общая площадь занимаемой территории 1800 км². Название происходит от реки Бенуэ, которая протекает по территории парка. Образован в 1968 году, и таким образом является одним из старейших национальных парков Камеруна. В 1981 году получает статус биосферного заповедника.

## Фауна и флора
Парк находится в субэкваториальном поясе в зоне влажных саванн, поэтому здесь преобладает травяная растительность, а также редко разбросанные деревья и кустарники.
Количество годовых осадков от 800 до 1200 мм, сухой сезон длится с ноября по май.
На территории парка обитает довольно большое количество видов млекопитающих. Особенно важную роль парк играет в сохранение местной популяции бегемотов , так как является для них единственным пристанищем во время сухих сезонов.
Также Национальный парк Бенуэ является отличным плацдармом для наблюдения за птицами, коих здесь обитает более 300 видов .